# Batalha da Montanha Negra
A Batalha da Montanha Negra (também Capmany ou Serra Negra ou Del Roure ou Montroig) foi travada de 17 a 20 de novembro de 1794 entre o exército da Primeira República Francesa e os exércitos aliados do Reino da Espanha e do Reino de Portugal. Os franceses, liderados por Jacques François Dugommier derrotaram os Aliados, comandados por Luis Firmín de Carvajal, Conde da União. Embora a ala direita espanhola tenha resistido, seu flanco esquerdo foi repelido no primeiro dia de combate. No último dia da batalha, os franceses invadiram uma posição chave e derrotaram o exército espanhol.
A batalha foi notável, pois ambos os comandantes dos exércitos foram mortos. Um projétil de artilharia espanhola matou Dugommier no início da batalha e Catherine-Dominique de Pérignon assumiu o comando do exército francês. Carvajal foi morto a tiros enquanto liderava uma carga de cavalaria no último dia de combate e foi temporariamente substituído por Jerónimo Girón y Moctezuma, Marquês de las Amarillas. A vitória francesa levou à captura de Figueres e ao Cerco de Roses, um porto na Catalunha.

## Antecedentes
Durante 1793, o exército espanhol obteve vitórias no Cerco de Bellegarde e na Batalha de Truillas. Essas batalhas e outras ações resultaram na invasão de parte do Rossilhão, onde a França faz fronteira com a Espanha no Mar Mediterrâneo, pelas forças espanholas. Em 16 de janeiro de 1794, o General de Divisão Jacques François Dugommier assumiu o comando do Exército dos Pireneus Orientais. O vencedor do Cerco de Toulon imediatamente reorganizou o exército, colocando-o em condições de tomar a ofensiva. O novo comandante começou a estocar suprimentos, a estabelecer fábricas de armas, a instalar hospitais e a melhorar estradas. Em abril, o exército de campanha contava com 28.000 soldados. Estes eram apoiados por 20.000 soldados de guarnição e 9.000 voluntários inexperientes.
Formando seu exército em divisões de infantaria dos generais de divisão Catherine-Dominique de Pérignon, Pierre Francois Sauret e Pierre Augereau, além de uma reserva de cavalaria sob o comando do general de divisão André de La Barre, Dugommier lançou sua ofensiva no final de abril de 1794. A vitória francesa na Batalha de Boulou, em 1º de maio, fez com que o exército espanhol recuasse para o sul dos Pireneus. A recaptura de Collioure ocorreu em 29 de maio.  Pérignon venceu um combate em La Jonquera em 7 de junho, no qual La Barre foi morto. Augereau repeliu um ataque espanhol em 13 de agosto na Batalha de San Lorenzo de la Muga. Um longo cerco ao Forte de Bellegarde terminou em 17 de setembro com a capitulação espanhola.

## Batalha

### Planos

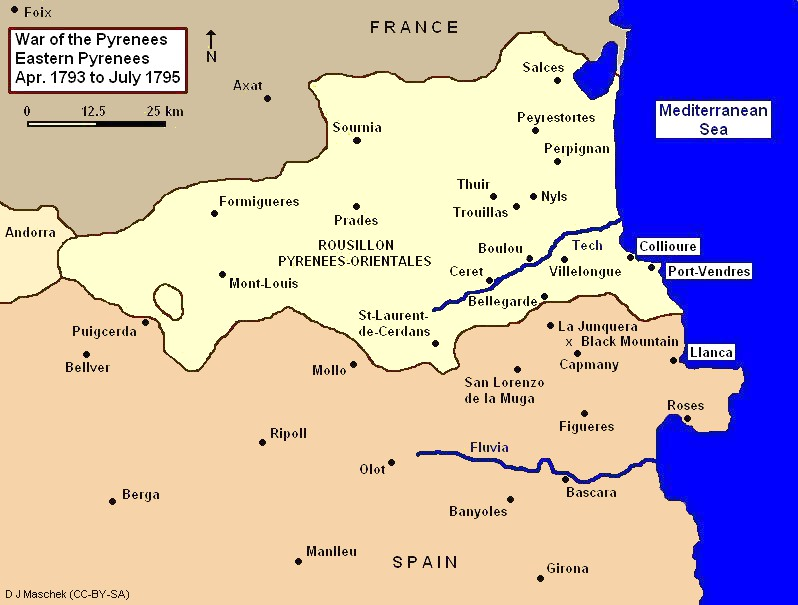
Guerra dos Pireneus, Pireneus Orientais.

Para proteger Figueres, Roses e Alto Ampurdão, o Tenente-General Luis Firmin de Carvajal, Conde da União, construiu uma cadeia de 90 redutos. Os defensores incluíam tropas de elite, como os três batalhões da Guarda Espanhola e os Regimentos da Guarda Valona. Tropas de menor qualidade, como a milícia provincial, também guarneciam as linhas. Carvajal foi auxiliado por uma divisão aliada portuguesa sob o comando do Tenente-General John Forbes, que incluía um batalhão de cada um dos Regimentos de Infantaria 1º, 2º, Olivença, Cascais, Peniche e Freire de Andrade.
Dugommier mobilizou um total de 36.000 soldados para o seu ataque, incluindo 22.000 na primeira linha. A divisão de Augereau, no flanco ocidental, contava com 9.000 homens. Os 8.700 soldados de Pérignon ocupavam o centro e os 4.300 soldados de Sauret estavam no flanco leste. A segunda linha contava com 7.500 homens e a terceira, com 4.500 soldados. Mais 8.000 soldados estavam na reserva. Carvajal mobilizou 45.000 soldados para defender suas linhas fortificadas, incluindo 10.000 reservistas de segunda linha. O Tenente-General Juan de Courten tinha 10.000 soldados para defender Sant Llorenç de la Muga, a Montanha Magdalena e Terrades no flanco ocidental. O tenente-general Juan Miguel de Vives y Feliu defendeu o flanco oriental de Pont de Molins até o mar com 12.000 homens. O Tenente General Jerónimo Girón y Moctezuma, Marquês de las Amarilas, manteve o centro com 23.000 soldados.

### Ataque inicial

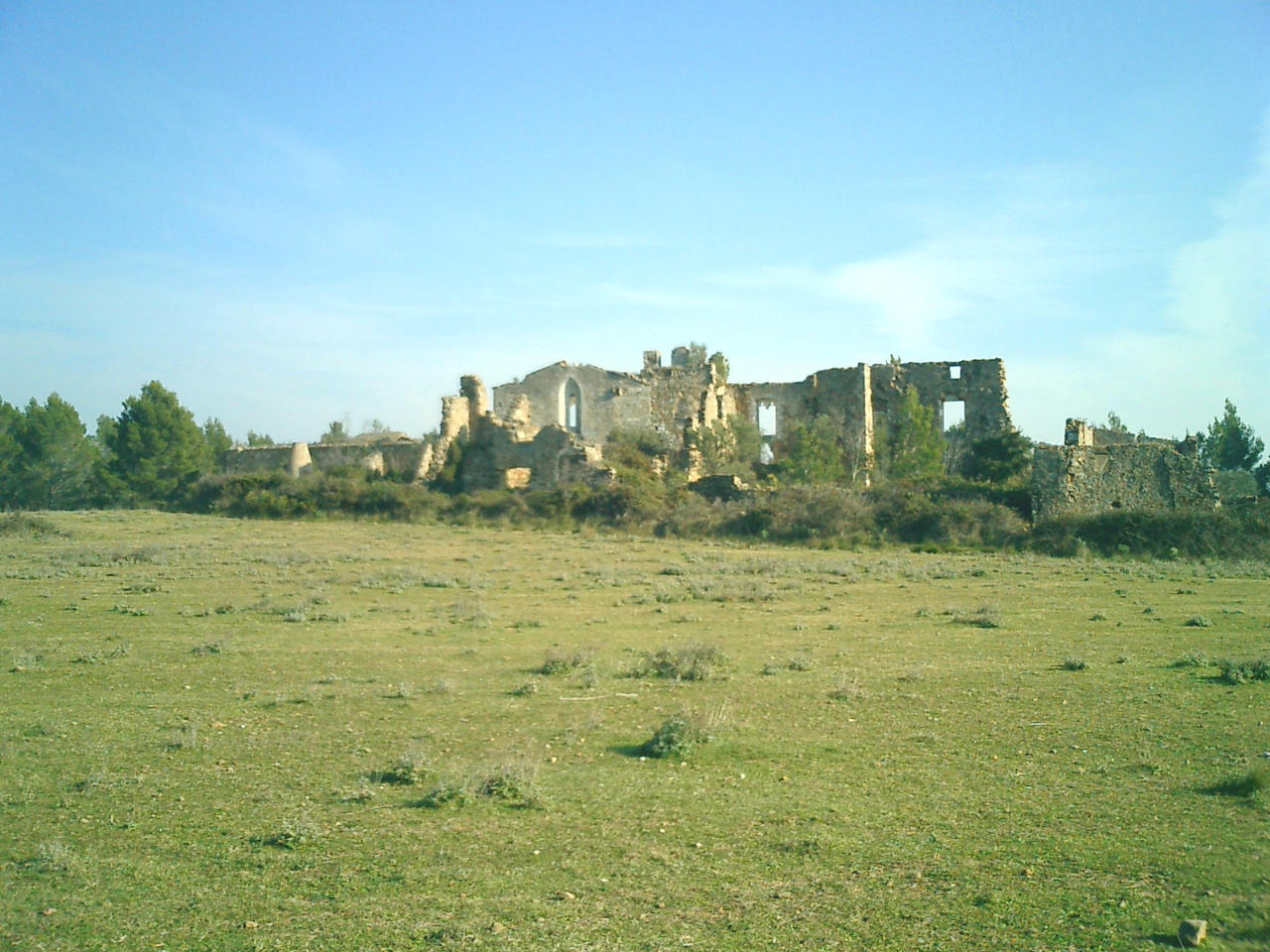
Ruínas de Santa Maria del Roure, foco de intensos combates em 20 de novembro.

Dugommier enviou suas divisões para a frente na noite de 16 de novembro de 1794. Augereau avançou pelo flanco direito enquanto Pérignon avançou pelo centro, apoiado pela reserva de cavalaria do General de Brigada Charles Dugua. Sauret e o general de brigada Claude Victor-Perrin montaram ataques simulados no flanco esquerdo. O ataque de Augereau à fundição de canhões em Sant Llorenç de la Muga e Terrades provou ser bem-sucedido, forçando de Courten a recuar suas tropas espanholas e de emigrados franceses em direção a Llers. Os ataques de Pérignon no centro e de Sauret na esquerda falharam diante do intenso fogo de artilharia espanhola da área de Capmany. Uma força de cavalaria e infantaria espanhola sob o comando do monarquista francês Conde de Gante rompeu a linha de Sauret até Cantallops, mas foi repelida com a ajuda de reforços franceses vindos do Passo de Banyuls, a leste. Na manhã de 18 de novembro, Dugommier, o representante da Convenção Pierre Delbrel e oficiais do estado-maior assistiram ao combate do cume de Montroig. A presença de uma bateria de canhões franceses e do grupo de oficiais franceses atraiu considerável fogo de contrabateria dos canhões espanhóis. Por volta das 7h30, um projétil de artilharia explodiu nas proximidades e um fragmento arrancou o braço do general comandante, matando-o.

### Ataque final

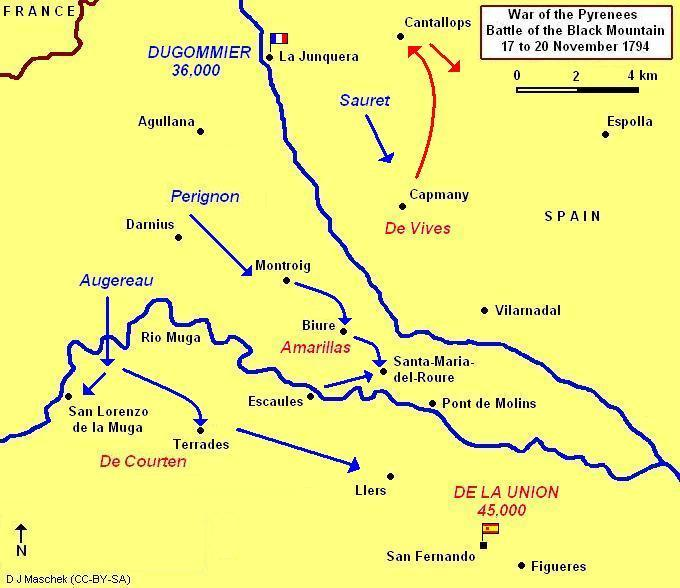
Batalha da Montanha Negra.

Pérignon assumiu o comando e cancelou o ataque. Nos dias 18 e 19 de novembro, o conselho de guerra francês se reuniu no quartel-general de La Jonquera. Após reorganizar seu exército, Pérignon decidiu atacar pelo noroeste, ao longo do vale que ia de Montroig a Biure. O ataque começou ao amanhecer do dia 20 e rompeu a primeira e a segunda linhas espanholas. As tropas francesas logo começaram a atacar o reduto de 25 canhões no mosteiro de Santa Maria del Roure, 2 km a noroeste de Pont de Molins.  Os soldados do General de Brigada Louis André Bon aproximaram-se pelo vale de Muga, vindos da direção de Escaules. Os generais Gaspard Cagival e Diego de Godoy (irmão de Manuel de Godoy) comandaram fogo intenso dos defensores, que dividiram os franceses em pequenos grupos. No entanto, após se juntarem à brigada do General de Brigada François Guillot, persistiram no ataque por três horas. A luta voltou-se contra os espanhóis e a posição finalmente caiu por volta das 15h, em uma manobra de cerco.
Durante os primeiros combates do dia 20, Carvajal permaneceu em seu quartel-general na fortaleza de São Fernando (Sant Ferran), em Figueres. Ao cavalgar para a frente de batalha, recebeu a notícia de que o reduto de Santa Maria del Roure havia caído. Ao chegar a Pont de Molins, liderou um contra-ataque de 1.300 cavaleiros contra as brigadas dos generais de brigada Théodore Chabert e Jean-Antoine Verdier. Durante a confusão subsequente, ele foi mortalmente atingido por dois tiros e caiu a cerca de 300 m de Santa Maria del Roure.
De Courten e o General Domingo Izquierdo recuaram a ala esquerda para o sul, em direção a Bàscara, atrás do Rio Fluvià, perseguidos por Verdier. Uma força isolada de 2.000 soldados recuou de Llers para Figueres, onde se juntou à guarnição de 7.000 homens do General de Brigada José Andrés Lopéz Valdés, na Fortaleza de São Fernando. Muitos feridos e retardatários da batalha também se refugiaram na fortaleza. De las Amarillas assumiu o comando do abalado Exército da Catalunha e marchou em direção a Girona, deixando uma retaguarda para cobrir a retirada.

## Consequências

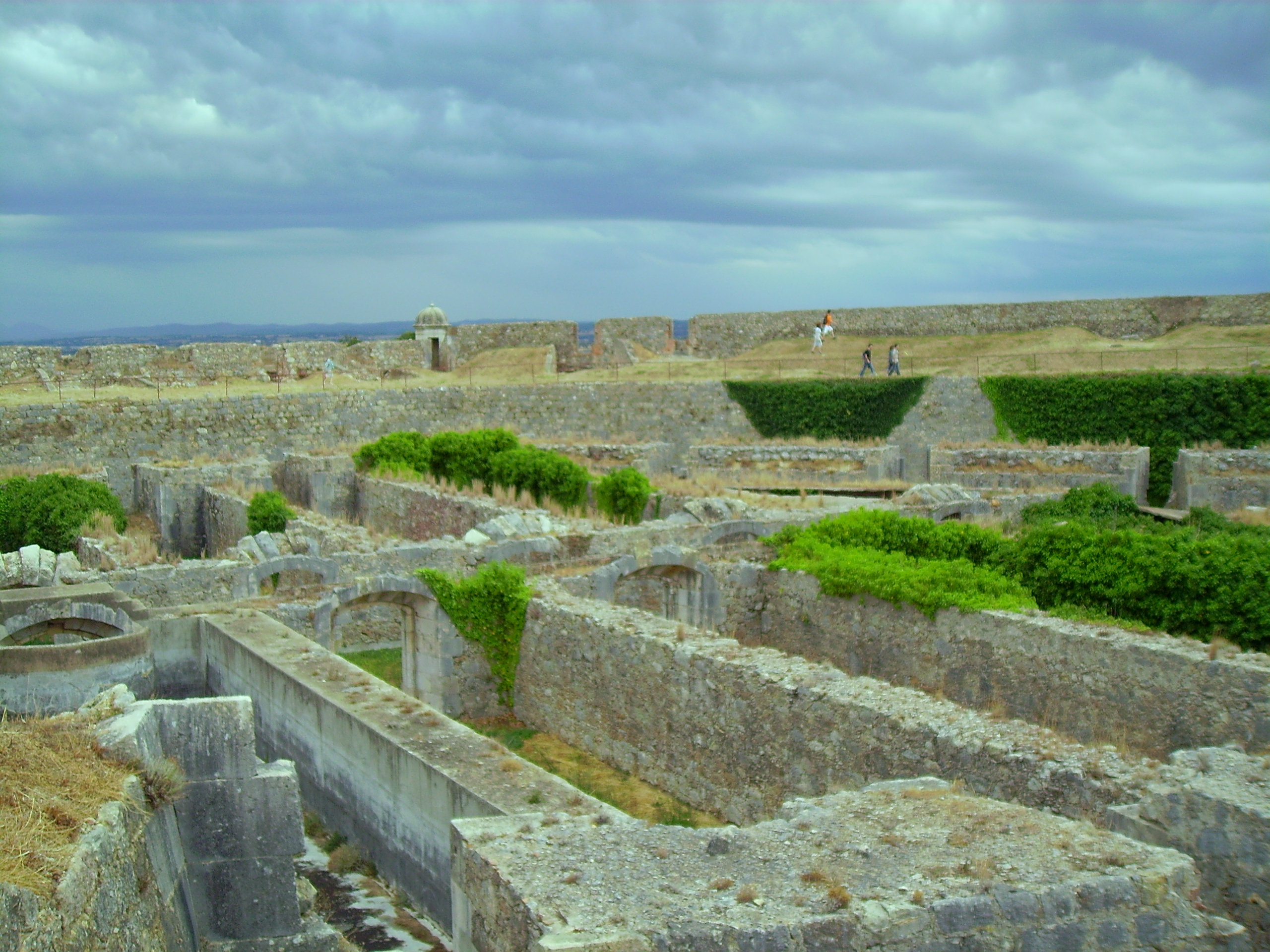
Fortaleza de São Fernando (Sant Ferran)

Durante a batalha, os franceses sofreram 3.000 baixas, dos 35.000 engajados. As perdas espanholas e portuguesas somaram 10.000 mortos, feridos e desaparecidos, de um total de 50.000 homens. Os franceses capturaram 30 peças de artilharia. O exército francês rapidamente tomou Figueres, mas a princípio a fortaleza de São Fernando, que ficava 1,3 km a nordeste da cidade, os desafiou. Em 27 de novembro, Pérignon blefou para que Valdés rendesse a poderosa fortaleza. Toda a guarnição de 9.000 soldados e 171 peças de artilharia caiu em mãos francesas. Em dezembro, de las Amarillas foi demitido por abandonar vergonhosamente São Fernando e por erros nas batalhas de Boulou e Peyrestortes. O Tenente-General José de Urrutia y de las Casas assumiu o comando do exército de campanha aliado, que estava atrás do Fluvià. As próximas ações nos Pireneus orientais foram o Cerco de Roses, que durou até 4 de fevereiro de 1795, e a Batalha de Bascara em 14 de junho.

### Materiais impressos
- Ostermann, Georges. "Pérignon: The Unknown Marshal". David G. Chandler, ed. Napoleon's Marshals. New York: Macmillan, 1987. ISBN 0-02-905930-5
- Digby Smith. The Napoleonic Wars Data Book. London: Greenhill, 1998. ISBN 1-85367-276-9